# Annali di Hildesheim
Gli annali di Hildesheim (in latino Annales Hildesheimenses, in tedesco Hildesheimer Annalen) sono degli annali dei secoli XI e XII.
Gli annali di Hildesheim danno un resoconto dalla creazione del mondo fino all'anno 1137. Una prima parte fu redatta intorno al 1040, usando gli annali di Hersfeld per il periodo più antico. Per l'inizio dell'XI secolo sono incluse informazioni dettagliate sul re Corrado II e sui santi vescovi di Hildesheim, Bernoardo e Gottardo, e anche alcune notizie sugli eventi nell'area slava a est dell'Elba. Intorno al 1109 gli annali furono integrati principalmente dagli annali di Sant'Albano a Magonza, verso il 1137 secondo gli annali di Paderborn. Gli annali di Hildesheim sono conservati solo in un manoscritto, che si trova nella Biblioteca nazionale di Francia (Paris. lat. 6114).

## Edizioni
Testo latino
- Georg Waitz (Hrsg.): Scriptores rerum Germanicarum in usum scholarum separatim editi 8: Annales Hildesheimenses. Hannover 1878 (Monumenta Germaniae Historica, versione digitale)